# Sommedieue
Sommedieue ist eine französische Gemeinde mit 959 Einwohnern (Stand: 1. Januar 2022) im Département Meuse in der Region Grand Est (bis 2015: Lothringen). Sie gehört zum Arrondissement Verdun, zum Kanton Dieue-sur-Meuse und zum Gemeindeverband Communauté de communes Val de Meuse-Voie Sacrée. 

## Geografie
Sommedieue liegt etwa zwölf Kilometer südsüdöstlich des Stadtzentrums von Verdun. Umgeben wird Sommedieue von den Nachbargemeinden Belrupt-en-Verdunois im Norden, Châtillon-sous-les-Côtes und Watronville im Nordosten, Haudiomont und Bonzée im Osten, Rupt-en-Woëvre im Süden, Génicourt-sur-Meuse im Süden und Südwesten, Dieue-sur-Meuse im Westen sowie Haudainville im Nordwesten. 
Die Autoroute A4 führt durch den Norden der Gemeinde. Dort liegt auch der Flugplatz Verdun-Le Rozelier.

## Bevölkerungsentwicklung
| Jahr                       | 1962 | 1968 | 1975 | 1982 | 1990 | 1999 | 2006 | 2019 |
| Einwohner                  | 1037 | 983  | 879  | 949  | 968  | 980  | 944  | 989  |
| Quellen: Cassini und INSEE |      |      |      |      |      |      |      |      |

## Sehenswürdigkeiten
- Kirche Saint-Jean-Baptiste aus dem 18. Jahrhundert

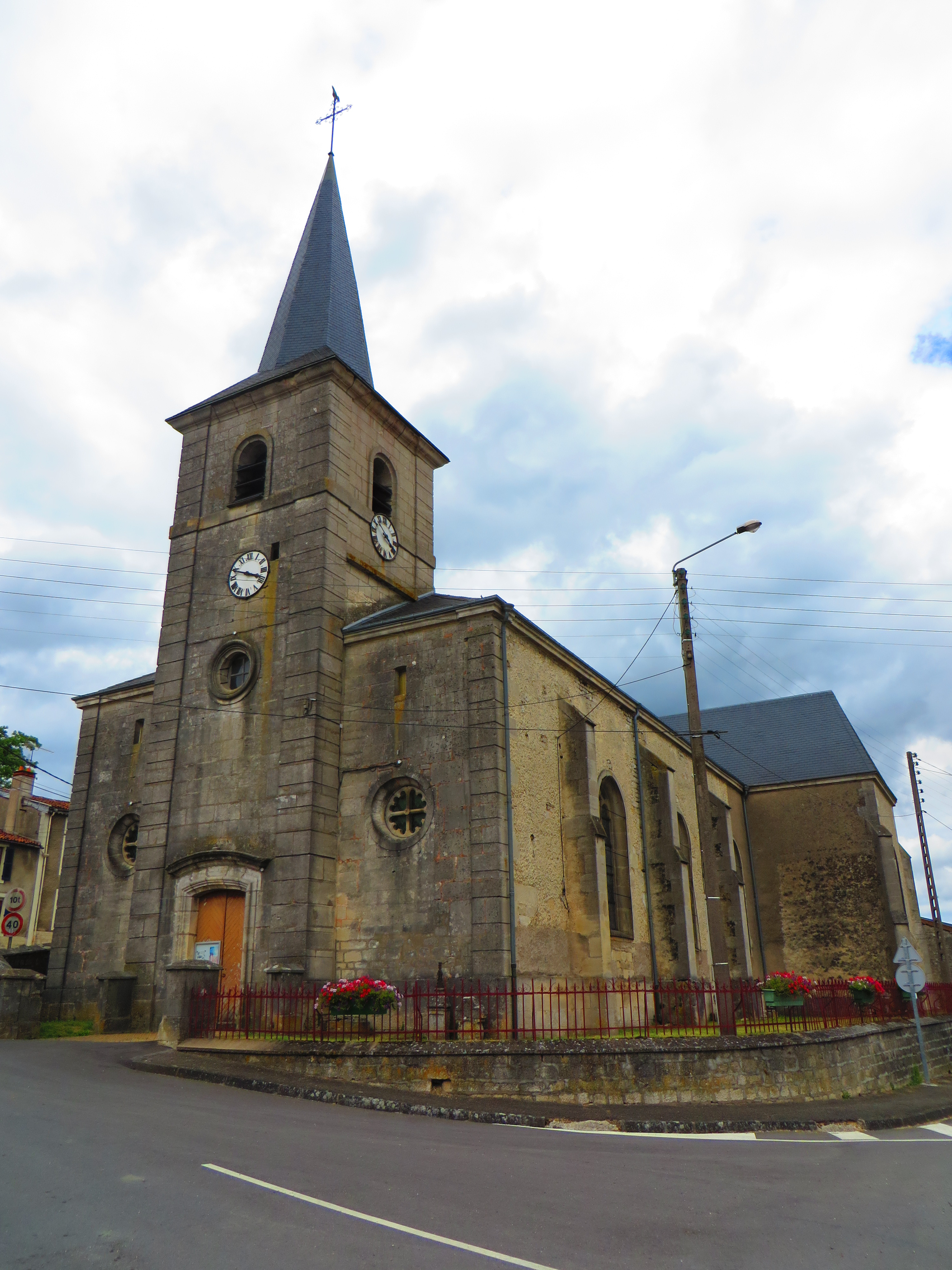
Kirche Saint-Jean-Baptiste

- französischer Soldatenfriedhof